# Koutougou (Togo)
Koutougou ist eine Kleinstadt im Osten der Region Kara in Togo. Der Ort liegt nahe der Grenze zum Nachbarstaat Benin und verfügt über einen Markt und eine Grundschule.